# Acacio (patriarca Chiesa d'Oriente)
Acacio (in siriaco Aqaq, in latino Acacius; ... – 496) è stato un vescovo siriaco, arcivescovo metropolita di Seleucia-Ctesifonte e patriarca della Chiesa d'Oriente dal 485 al 496. Durante il suo episcopato lottò per evitare che la Chiesa d'Oriente si allineasse alla dottrina "nestoriana" propagandata da Barsauma, vescovo metropolita di Nisibi.

## Biografia
Scelta la vita religiosa, studiò alla scuola di Edessa. Salì al seggio vescovile di Seleucia-Ctesifonte nel 485, in un periodo cruciale per la Chiesa d'Oriente. L'anno precedente, infatti, un sinodo di vescovi dissidenti (Sinodo di Beth Lapat) aveva sancito l'adesione all'insegnamento teologico di Nestorio. Il primate Babowai condannò il sinodo e scomunicò coloro che vi avevano partecipato.
Babowai e lo scià Peroz I morirono nello stesso anno, il 484. Il successore di Peroz, Balash (484-488) appoggiò la nomina di Acacio a primate, confidando che avrebbe impedito ai nestoriani di assumere la guida della Chiesa d'Oriente. E così avvenne. Nel 485 Acacio convocò un sinodo a Beth Adrai (o Edrai) in cui fu ristabilita l'unità tra i vescovi della Chiesa d'Oriente e i decreti di Beth Lapat furono annullati. L'anno seguente (486) Acacio convocò a Seleucia-Ctesifonte un concilio in cui fu ribadita la cristologia antiochena, fondata sugli insegnamenti di Teodoro di Mopsuestia.

## Fonti
La biografia di Acacio è presente nella Cronaca di Seert. Cenni sul suo patriarcato si trovano anche nelle storie ecclesiastiche di autori nestoriani come Mari (XII secolo), 'Amr (XIV secolo) e Sliba (XIV secolo). 
Altre notizie sull'episcopato di Acacio (con qualche omissione minore) sono date da Barebreo (floruit 1280).